# Марко Елснер
Марко Елснер (Љубљана, 11. април 1960 — Љубљана, 18. мај 2020) био је југословенски и словеначки фудбалер.

## Клупска каријера
Фудбалом се почео бавити у аустријском Инзбруку, где је његов отац Бранко радио као тренер. Наступао је и у млађим категоријама Слована, а затим је прешао у љубљанску Олимпију, у којој је дебитовао као сениорски фудбалер. За шест година је одиграо 109 првенствених сусрета и постигао 12 голова.
У Црвену звезду је дошао 1983. године. Учествовао је у освајању шампионске титуле 1984. године и Купа 1985. године.
Елснер је већ у првој сезони постао стандардан првотимац Звезде. У освајању националног шампионата 1983/84. одиграо је 32 меча, док је у Купу исте сезоне забележио шест наступа уз један погодак у шеснаестини финала против Приштине (3:2). У сезони 1984/85. био је најстандарднији првотимац клуба са 40 одиграних утакмица у свим такмичењима уз један постигнут гол. Освојен је Куп у којем је Елснер одиграо пет мечева. У Купу победника купова 1985/86. Звезда је стигла до четвртфинала, где је заустављена у двомечу против Атлетико Мадрида, а Елснер је одиграо пет мечева, док је у шампионату забележио 31 наступ уз два поготка.
Наступио је на свих шест утакмица у Купу европских шампиона 1986/87. против Панатинаикоса, Розенборга и Реала из Мадрида, који је зауставио црвено-беле у реваншу четвртфинала победом од 2:0, иако је Звезда у првој утакмици савладала краљевски клуб резултатом 4:2. Елснер је у овој сезони био играч са највише утакмица у тиму. Одиграо је 45 мечева у свим такмичењима, од чега 32 у шампионату.
Каријеру је наставио у француској Ници, за коју је наступао у два наврата, од 1987. до 1990. и од 1991. до 1993. године. Једну сезону је играо и за аустријску Адмиру (1990/91).

## Репрезентација
За сениорску репрезентацију Југославије је одиграо 14 утакмица. Дебитовао је 31. марта 1983. против Мађарске (2:1) у Суботици, а последњи пут за „плаве“ је наступао 14. септембра 1988. против Шпаније (2:1) у Овиједу.
Био је учесник Олимпијских игара 1984. у Лос Анђелесу, када је освојена бронзана медаља. Након осамостаљења Словеније, са капитенском траком на руци играо је на првој утакмици репрезентације Словеније против Кипра, 18. новембра 1992. Свој други и последњи меч за репрезентацију Словеније одиграо је 7. априла 1993. против Естоније.

## Каснији живот
Радио је као селектор репрезентације Камбоџе.
Преминуо је 18. маја 2020. након дуже и тешке болести.